# Pic Aborigen
El pic Aborigen és un cim de la Serralada de Korskogo, a la vall del riu Kolimà, a la part oriental de Sibèria (Rússia) a l'oblast de Magadan. La seva altura és de 2.586 metres.
El nom va aparèixer al mapa ocular del cap del partit de prospecció geològica Pyotr Skornyakov el 1932. Aborigen és una paraula llatina que significa "habitant original". La muntanya destaca bruscament entre d'altres en el sistema de les crestes de Txerski.
Mitjançant un decret del govern de la regió de Magadan del 21 de setembre de 2017, fou declarar monument natural.